# Hygrophila salicifolia
Hygrophila salicifolia är en akantusväxtart som först beskrevs av Vahl, och fick sitt nu gällande namn av Christian Gottfried Daniel Nees von Esenbeck. Hygrophila salicifolia ingår i släktet Hygrophila och familjen akantusväxter. IUCN kategoriserar arten globalt som livskraftig. Utöver nominatformen finns också underarten H. s. cochinensis.